# Gato manx
El manx es una raza de gato doméstico originaria de las islas británicas, específicamente de la isla de Man. Su nombre se basa en el gentilicio de la isla en inglés: manx (manés en castellano). Es un gato con una mutación natural de la columna vertebral. Muchos manx tienen un pequeño «muñón» de cola, pero son especialmente célebres por no tener cola, una característica que distingue la raza.

## Historia
El gato manx tiene su origen en el siglo XVIII en la isla de Man, lugar donde hasta hace 300 años eran muy comunes.
Existe un cuento popular que relata cómo perdieron sus colas. Noé estaba a punto de cerrar las puertas de su arca, un gato iba retrasado por estar jugando, pensó en cazar unos ratones para pedirle perdón a Noé por su impuntualidad. Al acercarse y entrar, Noé le cortó la cola con las puertas.[cita requerida]
Otras leyendas dicen que el manx surgió de la cría de un gato y un conejo y que una persona le cortó la cola al pasar en su motocicleta, vehículos muy comunes en la isla de Man.

### Origen y folklore

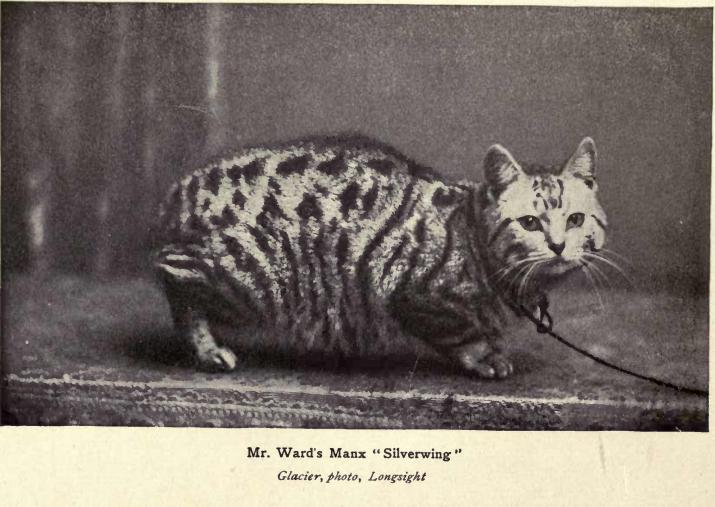
Tabby, rumpy Manx male champion show cat named Silverwing (UK, 1902)

Los gatos sin cola, entonces llamados  (aparentemente tanto en singular como en plural) en lengua manx coloquial, eran conocidos a principios del siglo XIX como gatos de la Isla de Man, de ahí el nombre, donde siguen siendo un porcentaje sustancial pero en declive de la población felina local. La ausencia de cola surgió como una mutación natural en la isla, aunque persiste el folclore de que los gatos domésticos sin cola fueron llevados allí por mar. Descienden de la población continental de origen oscuro. Al igual que todos los gatos domésticos, incluidas las poblaciones británicas e irlandesas cercanas, descienden en última instancia del gato montés africano (Felis lybica) y no del gato montés europeos nativo (Felis silvestris), de los que la isla ha carecido durante mucho tiempo.
El gen dominante de la ausencia de cola surge de una mutación espontánea, el gen de la ausencia de cola del manx, que con el tiempo se hizo común en la isla debido a la limitada diversidad genética de la biogeografía insular (un ejemplo del efecto fundador y, en el nivel subespecífico, esto significa "por debajo del nivel de especie", por eso el guion, no "el nivel de subespecie"; las variedades de gato son "subespecies", no subespecies, de la curva especie-área).
En el idioma manés, el nombre moderno de la raza es kayt Manninagh, literalmente 'gato de Mann' (plural kiyt o kit), o kayt cuttagh lit. Kayt, utilizado como sustantivo masculino y femenino, también se encuentra como cayt, y dependiendo de la construcción exacta, puede ser leniciado como chayt o gayt.: 138  La palabra diminutiva es pishin o pishyn, "gatito" (con varios plurales). El propio Manx se deletreaba a menudo Manks en inglés hasta bien entrado el siglo XIX.
Existen numerosos cuentos populares sobre el gato manx, todos ellos de "origen relativamente reciente";: 7  se centran por completo en la falta de cola, y carecen de aspectos religiosos, filosóficos o míticos que se encuentran en el folclore tradicional irlandés–nórdico de la cultura nativa Manx, y en leyendas sobre gatos de otras partes del mundo.: 7 
A menudo se piensa que el nombre del promontorio Spanish Head (Punta española) en la costa de la isla surgió de la historia local de que un barco de la Armada Española naufragó en la zona, aunque no hay pruebas que sugieran que esto ocurriera realmente. El folclore también ha afirmado que un gato sin cola nadó hasta la orilla desde dicho naufragio, y por lo tanto trajo el rasgo a la isla. Sin embargo, los gatos sin cola no son comúnmente conocidos en España, incluso si tal naufragio fuera probado.
Independientemente de la realidad genética e histórica, existen varios cuentos populares lamarckianos fantasiosos que tratan de explicar por qué el manx tiene la cola truncada. En uno de ellos, el bíblico Noé cerró la puerta del Arca cuando empezó a llover, y cortó accidentalmente la cola del gato manx que casi se había quedado atrás. A lo largo de los años han aparecido una serie de caricaturas en postales de la Isla de Man que muestran escenas en las que la cola de un gato está siendo atropellada y cortada por una variedad de medios, incluyendo una motocicleta, una referencia a las carreras de motos que son populares en la isla, y una actualización de la historia de Noé. Debido a que el gen es tan dominante e "invade" otras razas cuando se cruza (a menudo sin conocimiento del propietario) con el Manx, había una creencia popular de que simplemente estar en la proximidad de un gato Manx podría causar que otras razas produjeran de alguna manera gatitos sin cola.
Otro relato genéticamente imposible afirmaba que el manx era la descendencia híbrida de un gato y un conejo, pretendiendo explicar por qué no tiene cola o tiene una cola pequeña, patas traseras largas y un andar a veces saltarín. El cuento del mestizaje gato-conejo se ha visto reforzado por el cuento popular más extendido del "conejo".
También existen poblaciones de gatos sin cola en otros pocos lugares de Europa, sobre todo en Cornualles, a sólo 250 millas (402,3 km) de la Isla de Man. Una población en la pequeña y aislada península dinamarquesa  (antigua isla) de Reersø en el Gran Belt puede deberse a la llegada a la isla de gatos de origen manés, en barco. También se encuentran gatos similares en Crimea, una península cercana a una isla en el Mar Negro, aunque se desconoce si están genéticamente relacionados con los gatos Manx marítimos o si son un resultado coincidente de las limitaciones de diversidad genética insular, como los no relacionados Bobtail de las Islas Kuriles, Bobtail de Carelia, Bobtail japonés, y gato de Lombok indonesio. El gen del Manx puede estar relacionado con el gen de supresión de cola similarmente dominante de la reciente raza American Bobtail, pero los Manx, Bobtails japoneses y otros gatos de cola corta no se utilizan en su programa de cría, y la mutación parece haber aparecido en la raza de forma espontánea. Se desconoce la posible relación con la raza Pixie-bob, que también varía entre rabudo y con cola completa.

## Características

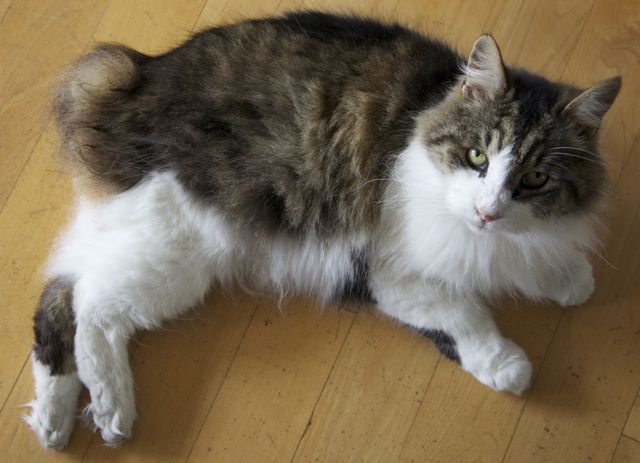
Manx Cymric, gato manx de pelo largo.

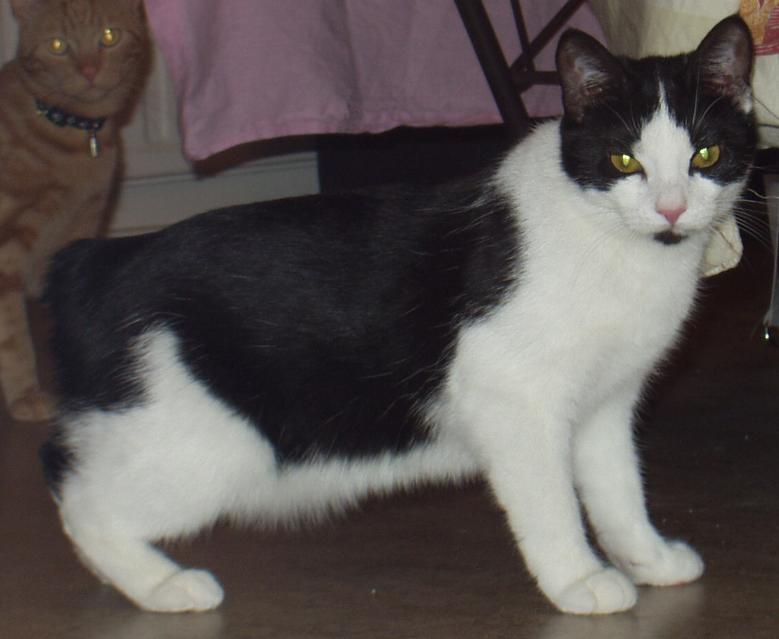
Manx con cola rumpy.

Su cabeza es de buen tamaño, ancha, redonda, con mejillas bien desarrolladas, nariz larga, orejas ligeramente en punta y separadas, cuello corto y fuerte. Ojos anchos y redondos. Sus patas traseras son más largas que las delanteras. Tiene el torso redondo y curvo. De cuerpo musculoso y espalda corta. Su pelo es sedoso y existe la variedad de pelo largo llamada cymric (considerada como una raza diferente, aunque no lo es); todos los manx tienen dos capas de pelo sedoso.

### Cola
La cola de un gato manx es una de sus características más notorias porque no posee una longitud larga como la mayoría de los gatos, existen otras razas, como el bobtail japonés, que también se caracterizan por tener colas cortas. La cola de un manx es, regularmente, corta, puede no tener cola, o tener unas cuantas vértebras en ella. Su cola puede ser clasificada en:
- Rumpy: Carece de cola.
- Riser o rumpy riser: Cuando la cola tiene tres vértebras coccígenas.
- Stumpy: Con algunas vértebras móviles.
- Longy: Cola larga, pero aún no llega a la longitud de la cola de un gato normal.
- Tailed: Con cola de la longitud de un gato normal.

Su peculiar cola se debe a un proceso genético. Este rasgo es controlado por un solo gen, cuando ambos alelos son dominantes nace un gato con cola normal; si se presenta un recesivo, nace un gato manx; de ser ambos recesivos, el feto no completa su desarrollo. Este gato es muy aclamado en países asiáticos.

### Reconocimiento como raza
Los gatos manx han sido exhibidos en exposiciones felinas, como una raza nombrada y distinta (y con la ortografía moderna "manx"), desde finales de 1800. En esa época, pocas exposiciones ofrecían una división Manx, y los ejemplares expuestos se inscribían normalmente en la clase "Cualquier otra variedad", donde a menudo no podían competir bien a menos que fueran "excepcionalmente buenos en tamaño y marcas". El experto en cría de animales y espectáculos con animales Charles Henry Lane, propietario de un raro manx blanco ronco premiado llamado Lord Luke, publicó el primer estándar de raza conocido (aunque informal) para el manx en su obra de 1903 Rabbits, Cats and Cavies, pero señaló que ya en el momento de su escritura "si el juez entendía la variedad" un manx sería claramente distinguible de algún otro gato sin cola que se exhibiera, "ya que la hechura del animal, sus movimientos y su carácter general son todos distintivos. " No todos los expertos en gatos de la época eran favorables a la raza; en The Cat: Its Points and Management in Health and Disease, Frank Townend Barton escribió en 1908: "No hay nada whatever que recomiende la raza, whilst la pérdida de la cola no realza en absoluto su belleza."
El Manx fue una de las primeras razas reconocidas por la Cat Fanciers' Association (CFA) (el registro de gatos de raza predominante en Estados Unidos, fundado en 1908), que tiene registros sobre la raza en Norteamérica que se remontan a la década de 1920.

## Comportamiento
El manx prefiere ambientes tranquilos, puede crecer en un ambiente doméstico y adaptarse a los miembros de la familia. Si crece en un ambiente de exteriores, sus instintos saldrán, es un gran cazador y muy popular en shows de gatos.
Los manx no son tímidos y buscan la atención de sus dueños. Se adaptan muy fácilmente cuando han crecido en un ambiente familiar.

## El manx en la cultura popular
- Stimpy, el gato rojo de nariz azul, de The Ren & Stimpy Show es un gato manx.
- Gordon de la serie Catscratch se basa en un manx.
- Koko, la gorila famosa por utilizar lenguaje de señas, tenía tres gatos manx llamados: All Ball, Lipstick y Smokey.
- Tiara Boobowski del juego cancelado Sonic X-treme, es una gato manx.